# Panchimalco (México)
Panchimalco es un pueblo ubicado en el municipio de Jojutla, Morelos, México.
Panchimalco Morelos México
Su fiesta patronal es el 24 de junio en honor a San Juan Bautista, así mismo, el 29 de agosto también se realizan actos solemnes religiosos en honor al mismo patrono, la primera fecha por su nacimiento, y la segunda por su muerte.

## Toponimia
Afírmase que Panchimalco proviene del náhuatl (pan - sobre, chimalli, escudo, co, indicativo de lugar) y significaría en español "sobre los escudos" o "lugar donde se hacen rodelas para los soldados". En el Códice Mendoza es representado un topónimo con un escudo que tiene encima una bandera, lo cual es indicativo de su significado correcto: "lugar donde hay (-co) banderas (pantli) y escudos (chimalli)" o bien "escudo donde hay una bandera" (o grosso modo "bandera en el escudo"). Según Reyes silábicamente este glifo se leería como "chimallpan". Cecilio Robelo escribe: «Panchimalco. Se compone de pantli, bandera, de chimalli, escudo, y de co, en; y significa: »En el escudo bandera.» Tal vez algunos escudos servían de bandera o pendón, y á éstos se les daba el nombre de panchimalli.» (Nombres geográficos indígenas del estado de Morelos, Cuernavaca, 1897) Una construcción iniciando con pan (sobre) es inadmisible; "sobre el escudo" sería chimalpan.

## Historia
Como pueblo de indios, Panchimalco fue dedicado a San Juan Bautista. Villaseñor en 1786 refiere distintos pueblos de indios "a cinco leguas distantes de la referida cabecera de Mazatepec (...) San Juan Panchimalco, con veinte y seis". El 29 de marzo de 1847 fue conformado el municipio de Jojutla incluyendo cuatro pueblos originarios: Panchimalco, Tlatenchi, Tequesquitengo y Chisco.

## Festividades
La festividad religiosa de Panchimalco es el 24 de junio, fecha en que la Iglesia católica celebra el nacimiento de San Juan Bautista. En dicha festividad se preparan alimentos como el mole verde, tamales negros y chinchol. En la festividad se realiza las danzas tradicionales de los Moros, los Tecuanes, las Pastoras y los Santiaguillos, actos artísticos corridas de toros, torneos deportivos y juegos mecánicos.